# Banca Națională a Nepalului
Banca Națională a Nepalului a fost înființată la 26 aprilie 1956 în conformitate cu Legea Băncii Naționale a Nepalului din 1955 care reglementează și sistematizează sectorul financiar intern. În calitate de bancă centrală a Nepalului, este organismul monetar, de supraveghere și de reglementare al tuturor băncilor comerciale, al instituțiilor financiare și micro-financiare. Sediul central este situat în Baluwatar, Kathmandu și are șapte birouri regionale, situate la Biratnagar, Janakpur, Birgunj, Pokhara, Siddharthanagar, Nepalgunj și Dhangadhi.
Are rolul de a supraveghea băncile comerciale din Nepal și de a ghida politica monetară a țării. Banca Națională a Nepalului supraveghează, de asemenea, ratele de schimb valutare și rezervele valutare ale țării. Banca este unul dintre principalii proprietari ai Bursei de Valori din Nepal.
Este membru al Uniunii Compensatorii din Asia. Guvernatorul actual al Băncii Naționale a Nepalului este Dr. Chiranjibi Nepal, în timp ce dr. Gunakar Bhatta este purtătorul de cuvânt.

## Guvernatorii Băncii Naționale a Nepalului
| 1.  | Himalaya Shumsher J.B. Rana | 26 aprilie 1956 – 7 februarie 1961  |
| 2.  | Laxmi Nath Gautam           | 8 februarie 1961 – 17 iunie 1965    |
| 3.  | Pradyuma Lal Rajbhandari    | 18 iunie 1965 – 13 august 1966      |
| 4.  | Bhekh Bahadur Thapa         | 14 august 1966 – 26 iulie 1967      |
| 5.  | Yadav Prasad Pant           | 24 aprilie 1968 – 28 aprilie 1973   |
| 6.  | Kul Shekhar Sharma          | 29 aprilie 1973 – 12 decembrie 1978 |
| 7.  | Kalyana Bikram Adhikary     | 13 iunie 1979 – 8 decembrie 1984    |
| 8.  | Ganesh Bahadur Thapa        | 25 martie 1985 – 22 mai 1990        |
| 9.  | Hari Shankar Tripathi       | 10 august 1990 – 17 ianuarie 1995   |
| 10. | Satyendra Pyara Shrestha    | 18 ianuarie 1995 – 17 ianuarie 2000 |
| 11. | Tilak Bahadur Rawal         | 18 ianuarie 2000 – 17 ianuarie 2005 |
| 12. | Deependra Purush Dhakal     | 29 august 2000 – 27 aprilie 2001    |
| 13. | Bijaya Nath Bhattarai       | 31 ianuarie 2005 – 30 ianuarie 2010 |
| 14. | Deependra Bahadur Kshetry   | 15 ianuarie 2009 – 26 iulie 2009    |
| 15. | Yuba Raj Khatiwada          | 22 martie 2010 – 19 martie 2015     |
| 16. | Chiranjibi Nepal            | 19 martie 2015 – prezent            |